# Tjet
Tjet ist ein altägyptischer Titel, der erstmals in der Thinitenzeit unter König Narmer belegt ist und höchstwahrscheinlich dem Königssohn als Träger des Pantherfells vorbehalten war. Die damit im Zusammenhang stehende religiöse Ausübung des Erneuerungsrituals oblag in der frühdynastischen Zeit dem designierten Thronfolger.

## Hintergrund
In der Ägyptologie wurden verschiedene Übersetzungsvorschläge diskutiert und mit späteren dynastischen Titeln wie beispielsweise Tjati (Wesir) oder Atjet (Erzieher) in Verbindung gebracht, die sich möglicherweise aus der Funktion des Tjet ableiteten.
Auf der Narmer-Palette ist in einer Beischrift der Träger des Pantherfells mit dem Titel Tjet belegt. Kurt Sethe schlug für den Pantherfellträger Erzeugter sowie Thronfolger als Übersetzung von Tjet vor, da er den Begriff von wetjet (erzeugen) ableitete.
Bruce Williams lehnt die Gleichsetzung mit Thronerbe ab, da ein frühdynastischer Nachfolgetitel nicht belegt ist und sieht die Aktivitäten des Tjet in einer zeremoniellen Tätigkeit. Wolfgang Helck vermutet aufgrund der Königsnähe des Tjet den Hauptsohn des Königs und sieht den Kult des Sem als direkte Nachfolgefunktion an, der später unter Sahure und Niuserre im Sem-Priesteramt mündete.
Ute Rummler folgt dem Ansatz von Kurt Sethe sowie Wolfgang Helck und übersetzt den Titel Tjet mit Sprössling beziehungsweise Nachkomme. Hinsichtlich seiner familiären und politischen Position hatte der älteste Königssohn zentrale Ämter inne und ist auf Abbildungen häufig als Träger des Pantherfells zu sehen.
Auf einem frühdynastischen Relief aus Gebelein ist eine mit Pantherfell und Jugendlocke dargestellte Person zu erkennen, die den König in einem Ritual unterstützt, das zumeist vom Königssohn ausgeübt wurde. Ein weiterer Pantherfellträger ist auf einer frühdynastischen Dioritschale zu erkennen und wahrscheinlich als Königssohn zu identifizieren.